# 烏克蘭信義會

烏克蘭信義會的會徽

烏克蘭信義會（烏克蘭語：Українська Лютеранська Церква），簡稱ULC，為位於東歐國家烏克蘭的新教信義宗教會，聚會使用東方禮儀之中的拜占庭禮儀，會徽為路德玫瑰，會徽中央置有正教十字。該會是由烏克蘭境內的25間會堂組成，服侍超過2500位的會眾。從2000年開始，該會的領袖是維亞切斯拉夫·賀平申科主教。

## 信仰
烏克蘭信義會教導聖經是教理的唯一權威，相信1580年《協同書》中的三個大公信經（即使徒信經、尼西亞信經、亞他拿修信經）及路德宗信條均表達真確的聖經教義。該會亦教導耶穌是聖經的中心與永恆救贖的唯一道路，相信聖靈獨自藉聖經中的福音與聖禮（聖洗禮與聖餐禮），在人心裡建立信心，確信耶穌是救主，並叫信徒持守這份信心，於每日的成聖生活中堅固信仰。

## 歷史

### 宗教改革期間
受到馬丁·路德的宗教改革訴求啟發，烏克蘭地區的信義會始於16世紀，當時在加利西亞、沃倫、普迪亞、基輔等地便已有數間信義會的教堂。那時對羅馬天主教會提出抗議的更正教會曾與東方正教會討論聯合兩支教會的可能性（基於主要的信仰條文），發起者包括贊助《奧斯特洛聖經》出版的康士坦丁·奧斯特洛斯基王子，雙方的聯合失敗與東方正教會高階司鐸的抵制有關。而波蘭立陶宛聯邦所支持的天主教運動，造成烏克蘭地區的信義會幾乎完全消失。

### 20世紀前半葉
1930年時的波蘭加利西亞地區，一小群羅馬天主教會與東方正教會的神父們支持以信義宗的精神來對教會團體進行改革，並因而成立了奧斯堡信條烏克蘭福音教會（簡稱UECAC，烏克蘭信義會福音運動委員會）。該會逐漸發展出的東方烏克蘭禮儀，以金口約翰禮儀為基礎，奧斯堡信條的教理作為架構。總會位於史坦尼斯拉維夫（今伊萬諾-弗蘭科夫斯克），本堂牧師是狄奧多·亞申科，他在1931年的教會期刊《領悟！》內寫到：
「我們都是烏克蘭的福音傳道人，我們熱愛的烏克蘭人民與我們先祖的烏克蘭習俗。儘管有各式各樣的詆毀對抗我們，我們嚮往烏克蘭人民的靈命更新是以神聖而真實的福音為準則。我們看見烏克蘭人民的特質，格列高利·斯考沃羅達、保羅·庫利許、塔拉斯·舍甫琴科。」
當時該會有9間會堂，分布地點包括史坦尼斯拉維夫、盧茨克、安托諾夫卡，以及城鎮與村莊。該會也開始辦理主日學校、出版社。該會的傳道人葉菲姆·弗利尤敘尼亞克對此寫到：
「身為一位母親兼烏克蘭靈魂之不可分割的一部份，教會感受到了人民的所有痛苦與困境以及他們的需要。它能帶來烏克蘭國民屬靈復興的益處，因為人們將擺脫精神的奴役，並且能達成重大的發展，以及邁入其他國家已經抵達的道路。」
1933年時，該會編印烏克蘭信義會禮儀，這是拜占庭禮信義宗的首部禮文。
1939年，在西烏克蘭被併入蘇聯之後，教會開始遭受到共產黨的迫害（這時已約有1萬位平信徒）。1941年時，狄奧多·亞申科牧師慘遭蘇聯內務人民委員部槍斃而殉道。主堂牧師米哈伊羅·泰姆申科前往美國移居，攜帶著數本祈禱書，他期盼有朝一日能再重返烏克蘭並且復興教會。不幸的是，他於移居國外期間逝世。不過，於1979年，在他去世前不久，曾給予信義宗的差會團體「信仰的思想」佈道團的代表祝福。自那時起，「信仰的思想」佈道團便開始推動教會的復興，試圖維護教會傳統。在1980年代與90年代期間，該會逐步演變成由這個佈道團透過活躍的宣教事工來推動復興教會的運動，由時任美國威斯康辛州區會的主堂牧師嘉斯拉夫·薛佩利亞維茲帶領。

### 蘇聯解體之後
在蘇聯解體與信仰表達上的限制放鬆之後，烏克蘭信義會於1991年起開始在烏克蘭各地組成教會，1994年時向烏克蘭政府登記了該會的第一個會堂，分成三個教區，基輔、加利茨基、以及塔夫利亞，由主堂牧師帶領。同年，在西烏克蘭的捷爾諾波爾創辦了聖索非亞烏克蘭信義宗神學院。1996年時由數間烏克蘭國內的信義會的會堂聯合向政府正式註冊為一個基督教分支，成立烏克蘭信義會，嘉斯拉夫·薛佩利亞維茲成為首任主教。該會是目前世上唯一採用東方禮儀的信義會，金口約翰禮儀是敬拜與服侍的核心禮文（包含所使用的儒略歷）。2000年時，已有15間登記過的會堂與8處實質存在的教會團體，約有1500位平信徒，最大的教區約有250人至300人。該會被視為奧斯堡信條烏克蘭福音教會的合法繼承者，而且由政府授予權利來取回一些曾經遭到蘇聯政府侵占的教會資產。
基輔、利沃夫、捷爾諾波爾、克列緬涅茨、扎波羅熱、塞瓦斯托波爾、辛菲羅波爾、哈爾科夫、尼古拉耶夫、赫爾松、馬里烏波爾、以及烏克蘭的其他地方皆有烏克蘭信義會的會堂，一同分享福音的訓誨、狄奧多·亞申科以及其他奠定基礎者們的榜樣。該會延續了悠長的福音宣教傳統與烏克蘭的新生精神，而且並不介入政治，乃是透過為屬靈復興、教育、以及人道活動作出貢獻來認可烏克蘭。

### 與其他教會之間的聯繫
烏克蘭信義會是認信福音信義宗聯會（簡稱CELC）的成員，同時也是烏克蘭教會協會的成員。烏克蘭信義會與其他烏克蘭在地的宗教信仰維持良好的關係，提倡宗教自由，尊重東方正教會與羅馬天主教會的信仰。該會也支持羅馬天主教會的教宗若望保祿二世於2001年6月23日前往烏克蘭進行為期5日的參訪。

## 歷任的烏克蘭信義會領袖列表
奧斯堡信條烏克蘭福音教會主堂牧師：
- 狄奧多·亞申科（1930年─1941年）
- 米哈伊羅·泰姆申科（流亡，1941年─1979年）

烏克蘭信義會主教：
- 嘉斯拉夫·薛佩利亞維茲（1996年─2000年）
- 維亞切斯拉夫·賀平申科（2000年─至今）

## 外部連結
- 烏克蘭信義會官方網站 （页面存档备份，存于）（乌克兰語）（俄文）（英文）
- 烏克蘭信義會官方網誌 （页面存档备份，存于）（乌克兰語）
- 聖索非亞烏克蘭信義宗神學院 （页面存档备份，存于）（乌克兰語）
- 《旗幟》月刊（乌克兰語）
- 「信仰的思想」佈道團 （页面存档备份，存于）（英文）
- 烏克蘭信義會聖三一堂 （页面存档备份，存于）（乌克兰語）
- 烏克蘭信義會的簡短歷史（英文）